# Pityrete
Pityrete is een geslacht van sponsdieren uit de klasse van de Hexactinellida.

## Soort
- Pityrete azoricum (Topsent, 1901)